# شهرستان جینگیوان (گانسو)
شهرستان جینگیوان (به انگلیسی: Jingyuan County) یک شهرستان در چین است که در بایین واقع شده‌است.